# Konkan

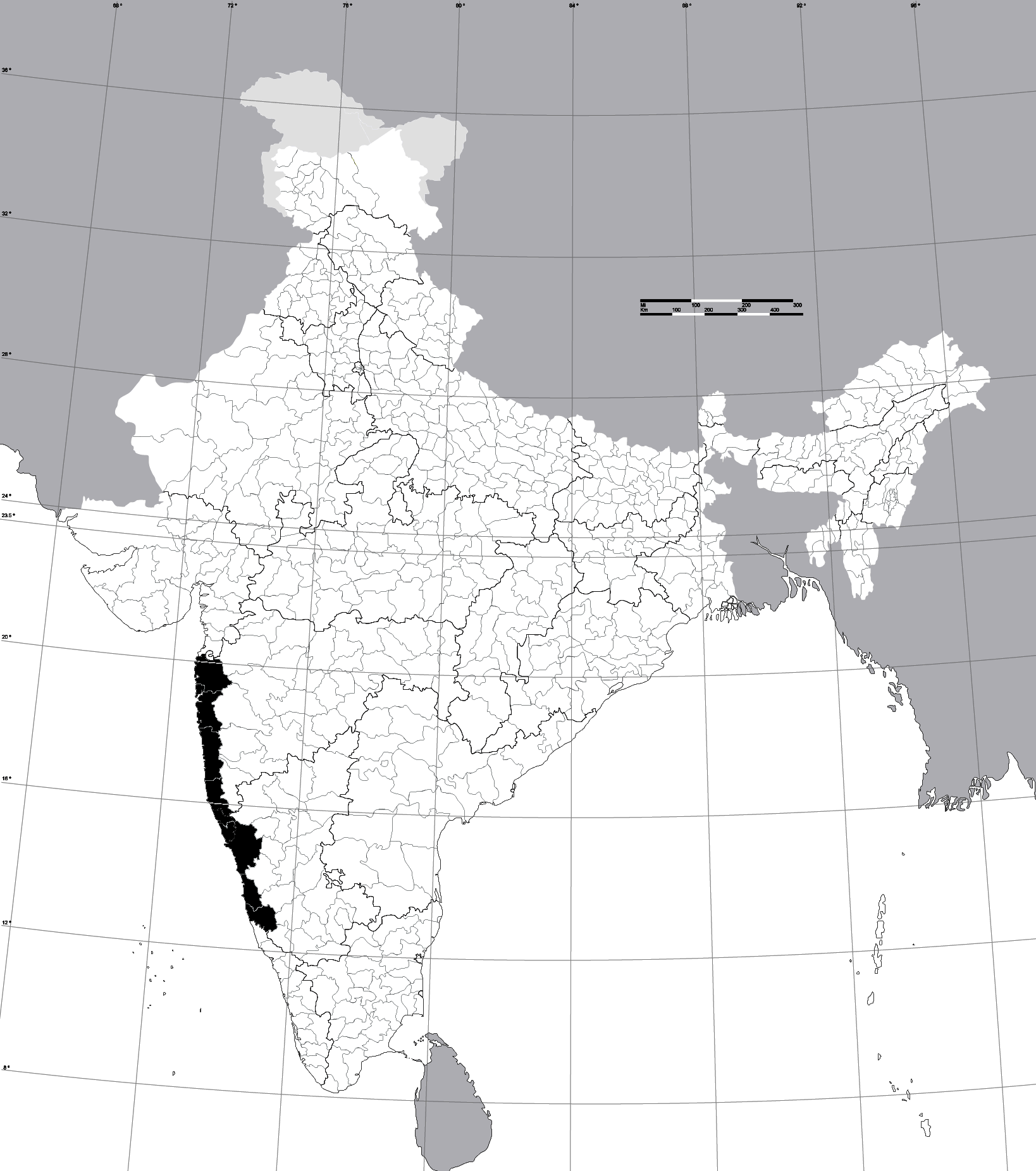
Konkan-Distrikte

Konkan ist der Name für eine zwischen der Arabischen See und dem Gebirgszug der Westghats gelegene Küstenregion im Westen Indiens zwischen Alibag im Norden und Mangaluru im Süden.

## Geografie
Konkan hat keine genau festgelegten Grenzen, meist werden die südlichen Distrikte von Maharashtra, der indische Bundesstaat Goa und die nördlichen Distrikte von Karnataka hinzugezählt. Ein großer Teil der Bevölkerung spricht Konkani, eine mit dem Marathi verwandte Sprache. 

## Geschichte
Die Region hatte keine einheitliche Geschichte. Die mit Abstand größte Stadt in der Region war und ist Mumbai (früher Bombay). Um 1740 eroberte das Marathenreich Teile der Region.

## Tourismus
Heute säumen zahlreiche Urlaubsresorts die Küste.